# Kapellenberg (Schmiedefeld)
Der Kapellenberg ist eine 323,1 m ü. NHN hohe Erhebung nordöstlich des Großharthauer Ortsteils Schmiedefeld im sächsischen Landkreis Bautzen.

## Geschichte
In der Mitte des 12. Jahrhunderts wurde ein neuer Verkehrsweg zwischen Dresden und Bautzen errichtet (dem Verlauf der heutigen Bundesstraße 6 folgend). Nachdem sich erste Siedlungen entlang der neuen Straße gebildet hatten, wurde um das Jahr 1200 auf einem Berg in der Nähe des heutigen Dorfes Schmiedefeld eine Marienkapelle erbaut. Im Lauf der folgenden Jahrhunderte verfiel diese Kapelle oder wurde abgetragen, spätestens zum Ende des 19. Jahrhunderts war sie vollständig verschwunden. Erhalten blieb der Name Kapellenberg.
Während des Frühjahrsfeldzugs 1813 im Rahmen der Befreiungskriege kam es in und um Schmiedefeld zu schweren Kämpfen zwischen napoleonischen und russischen Truppen. Die russische Artillerie hatte sich auf dem Kapellenberg verschanzt, während die französischen Soldaten im Dorf Aufstellung nahmen. Durch dieses Gefecht wurde Schmiedefeld am 12. Mai 1813 schwer zerstört. Während des Herbstfeldzuges im gleichen Jahr wurde der Kapellenberg im Zuge eines Gefechts bei Bischofswerda von Napoleons Truppen besetzt und mit schweren Feldgeschützen versehen, jedoch mussten sich die Franzosen den russischen und preußischen Einheiten geschlagen geben und sich zurückziehen. An die Ereignisse des Jahres 1813 erinnert eine Informationstafel auf dem Berg.
Im Jahr 1900 wurde auf dem Kapellenberg ein Gerüst für die Landvermessung errichtet. Bis ins 20. Jahrhundert wurden vor Ort mehrere Steinbrüche betrieben, in denen Material für den Straßen- und Hausbau in der Umgebung abgebaut wurde.
Heute befindet sich auf dem Kapellenberg neben verschiedenen Antennenanlagen eine hölzerne Schutzhütte.

## Sage vom Schatz im Kapellenberg
Der Sage nach befindet sich im Inneren des Kapellenberges ein riesiger Schatz aus Gold und Edelsteinen, der von einem kleinen Mönch mit einem grauen Bart bewacht wird. Von Zeit zu Zeit soll sich nachts der Eingang zu dieser Schatzkammer öffnen, und wer hineingeht, kann sich von den Schätzen nehmen so viel er will. Allerdings darf er, während er sich im Berg befindet, kein Wort sprechen. So soll ein Postkutschenfahrer eines Nachts das bärtige Männlein gesehen haben und ihm in den Berg gefolgt sein. Er erhielt zwar die Anweisung, die ganze Zeit zu schweigen, aber als er sich in der Schatzkammer die Taschen voller Gold und Edelsteine geladen hatte, überkam in die Euphorie und er bedankte sich lautstark bei dem Mönchlein. Daraufhin ertönte ein lautes Donnern, das Männlein verschwand, und der Postfahrer wurde von einer unsichtbaren Kraft zu Boden geschleudert und verlor das Bewusstsein. Als er wieder zu sich kam, lag er außerhalb des Kapellenberges, und statt Schätzen hatte er nur Lehmklumpen und gewöhnliche Steine in seinen Taschen.